# オッターテイル郡 (ミネソタ州)
オッターテイル郡（英: Otter Tail County）は、アメリカ合衆国ミネソタ州の郡である。人口は6万0081人（2020年）。郡庁所在地はファーガスフォールズであり、同郡で人口最大の都市である。

## 歴史
オッターテイル郡となった地域は、インディアンが狩猟や漁労に使い、恒久的な住居がある場所もあった。2つの部族が常に争っていた。18世紀後半と19世紀初期にダコタ・スー族がオジブワ族によって地域から追い出された。この地域では墳墓や人工物が現在でも発見されている。インディアンの最古級の遺跡はペリカンラピッズの近くにある。この遺跡はミネソタ・ガールという渾名があり、紀元前約11,000年のものとされている。
地域に最初に入った白人はフランス人とイギリス人の毛皮交易業者だった。リーフ湖やオッターテイル湖岸に交易拠点が築かれた。19世紀、町の大半は鉄道沿線に造られた。製材業と農業が当時の主要産業だった。松と硬木の森林、輸送体系および市場が、ファーガスフォールズの町を製材の中心地に発展させる推進力だった。
1870年、郡人口は約2,000人だった。当時郡内で話された主要言語はノルウェー語、スウェーデン語、ドイツ語および英語だった。オッターテイル郡は1858年3月に州議会の法によって設立された。1868年に組織化され、当初の郡庁所在地はオッターテイル市だった。
ファーガスフォールズの人々がホルコームという名の新しい郡を組織化した。1872年、州議会はホルコーム郡を廃郡にし、オッターテイル郡の西に新たな郡区を足し、ファーガスフォールズを郡庁所在地とした。郡内には62の郡区がある。郡名はオッターテイル湖とオッターテイル川に因んで名付けられた。カワウソの尾という意味である。

## 地理
アメリカ合衆国国勢調査局に拠れば、郡域全面積は2,224.91平方マイル (5,762.5 km2)であり、このうち陸地1,979.71平方マイル (5,127.4 km2)、水域は245.20平方マイル (635.1 km2)で水域率は11.02％である。郡の公式サイトに拠れば、1,000以上の湖と2つの州立公園、すなわちメイプルウッド州立公園とグレンダロー州立公園がある。郡内最高地点はリーフヒルズ山地のインスピレーション峰であり、標高は1,750フィート (533 m) である。

### 隣接する郡
- ベッカー郡 - 北
- ワデナ郡 - 北東
- トッド郡 - 南東
- ダグラス郡 - 南
- グラント郡 - 南西
- ウィルキン郡 - 西
- クレイ郡 - 北西

## 交通

### 主要高規格道路
| - 州間高速道路94号線 - アメリカ国道10号線 - アメリカ国道52号線（州間高速道路94号線の下を走っている） - アメリカ国道59号線 - ミネソタ州道29号線 - ミネソタ州道34号線 - ミネソタ州道78号線 | - ミネソタ州道106号線 - ミネソタ州道108号線 - ミネソタ州道210号線 - ミネソタ州道228号線 - ミネソタ州道235号線 - ミネソタ州道297号線 |

### 空港
郡内には下記の公共用途空港がある。
- ファーガスフォールズ市民空港(FFM)、ファーガスフォールズ市
- ヘニング市民空港(05Y)、ヘニング市
- ニューヨークミルズ市民空港(25Y)、ニューヨークミルズ市
- ペリカンラピッズ市民空港(47Y)、ペリカンラピッズ市
- ペラム市民空港(16D)、ペラム市
- ワデナ市民空港(ADC)、ワデナ市

## 人口動態

2000人口ピラミッド

以下は2000年国勢調査による人口統計データである。
| 基礎データ - 人口: 57,159人 - 世帯数: 22,671 世帯 - 家族数: 15,779 家族 - 人口密度: 11人/km2（29人/mi2） - 住居数: 33,862軒 - 住居密度: 7軒/km2（17軒/mi2） 人種別人口構成 - 白人: 97.11% - アフリカン・アメリカン: 0.29% - ネイティブ・アメリカン: 0.51% - アジア人: 0.44% - 太平洋諸島系: 0.05% - その他の人種: 0.84% - 混血: 0.78% - ヒスパニック・ラテン系: 1.67% 先祖による構成 - ドイツ系：35.5％ - ノルウェー系：31.2％ 年齢別人口構成 - 18歳未満: 24.9% - 18-24歳: 7.2% - 25-44歳: 24.2% - 45-64歳: 24.7% - 65歳以上: 19.0% - 年齢の中央値: 41歳 - 性比（女性100人あたり男性の人口） - 総人口: 100.4 - 18歳以上: 97.8 | 世帯と家族（対世帯数） - 18歳未満の子供がいる: 30.3% - 結婚・同居している夫婦: 60.1% - 未婚・離婚・死別女性が世帯主: 6.1% - 非家族世帯: 30.4% - 単身世帯: 26.6% - 65歳以上の老人1人暮らし: 13.3% - 平均構成人数 - 世帯: 2.46人 - 家族: 2.98人 収入と家計 - 収入の中央値 - 世帯: 35,395米ドル - 家族: 42,740米ドル - 性別 - 男性: 30,151米ドル - 女性: 20,930米ドル - 人口1人あたり収入: 18,014米ドル - 貧困線以下 - 対人口: 10.1% - 対家族数: 6.7% - 18歳未満: 12.1% - 65歳以上: 11.1% |

## 政治
アメリカ合衆国大統領選挙では、主に共和党を支持する郡である。
しかし、世界恐慌の時代には郡内に実際に共産主義者の党派がいた。この運動が中心を置いた地域は現在全く荒れ果てたところになっているが、1932年半ばの農夫にとっては最悪の時期に、州の共産主義者組織の1つに関わった党員は900人以上がいた。ニュートン、リーフレイク、ブロワーズ、ディアクリーク、パドック各郡区のニューヨークミルズ地域では共産党員の活動が活発だった。集会を行い、党員を募集し、地方や州の選挙に候補者を立て、宣伝パンフレットを配った。ヘイノラ、メナーガ、セベカではダンスパーティを行い、ソビエトのハンマーと鎌の旗が翻り、イーストリーフ湖ではサマーキャンプを行った。ヘイノラは現在ゴーストタウンになっている。この地域では現在活動も少なく人口も少ないので、これらの活動は不況の間に外部から来た者達が行っていたことを示している。共産党の活動が衰えると、活動と人口の大半も減少していった。このことからオッターテイル郡住民の多くが強く保守的な考えを抱くことに繋がっていった。地域の僅かな共産党員は外部からの影響を受けた農民だった。
フランクリン・ルーズベルト大統領が郡内で各種ニューディール政策を実行した時までに、共産党運動の大半はその流れを止め始めた。さらにヨーロッパのフィンランドとソビエト連邦の間におきた冬の戦争によって、フィンランドからの多くの移民に共産主義に対する嫌悪感を抱かせるようになった（フィンランド系住民は当時の共産主義者の中でも大きな会派を占めていた）。もとは組織の支持者だったカール・ペルトニーミは「フィンランド人社会の中での共産主義運動は基本的に、1939年から1940年の冬の戦争開始と共に終わった」と語っていた。
1936年アメリカ合衆国大統領選挙以降、オッターテイル郡は全ての大統領選挙で共和党候補を支持してきた。2008年の選挙では55％が共和党のジョン・マケインを支持し、バラク・オバマは42％だった。
ミネソタ州議会下院では、郡内が3つの選挙区に分かれている。選挙区10Aと10Bは共和党議員を選んでいる。2008年の選挙ではどちらも50％以上の得票率だった。上院ではこの2つを合わせた第10選挙区であり、やはり共和党議員を選んでいる。2010年の選挙では55％を僅かに切れる程度の得票率だった。
| 年     | 民主党     | 共和党     |
| ------ | ---------- | ---------- |
| 2008年 | 42% 13,856 | 55% 18,077 |
| 2004年 | 37% 12,038 | 61% 19,734 |
| 2000年 | 35% 9,176  | 59% 16,963 |
| 1996年 | 40% 10,519 | 45% 11,808 |
| 1992年 | 34% 9,844  | 41% 11,074 |
| 1988年 | 42% 10,373 | 57% 14,015 |
| 1984年 | 38% 9714   | 61% 15,664 |
| 1980年 | 34% 9,108  | 57% 15,091 |
| 1976年 | 48% 11,881 | 49% 12,113 |
| 1972年 | 36% 7881   | 62% 13,519 |
| 1968年 | 35% 7400   | 60% 12,483 |
| 1964年 | 48% 9997   | 51% 10,542 |
| 1960年 | 36% 8054   | 59% 16,080 |

## 都市と郡区

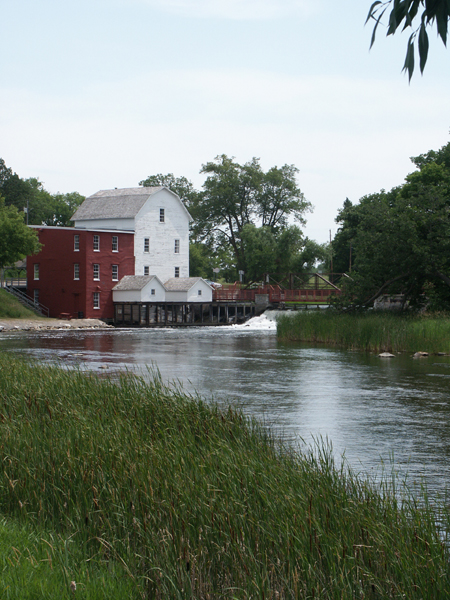
オッターテイル川

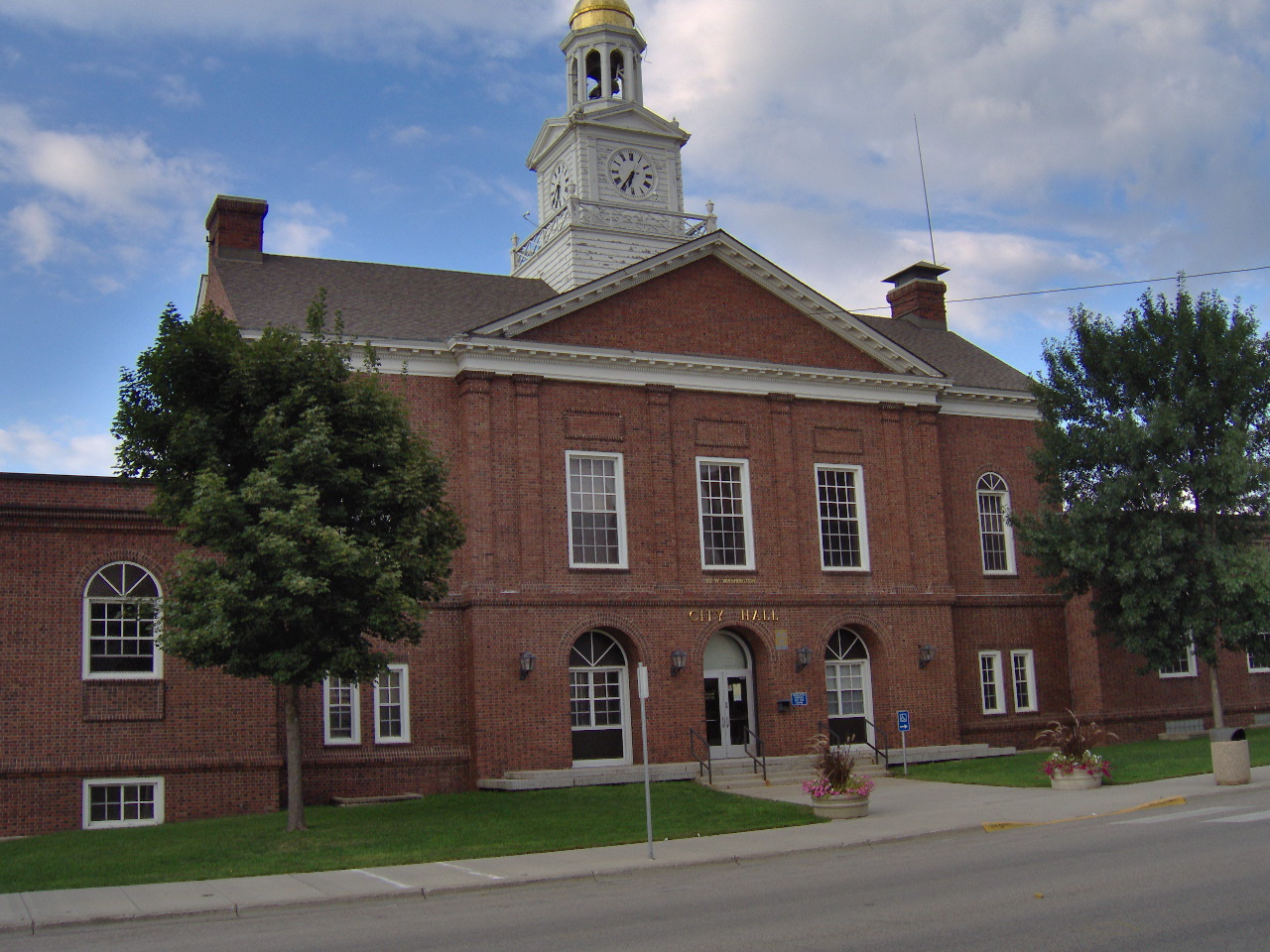
ファーガスフォールス市役所

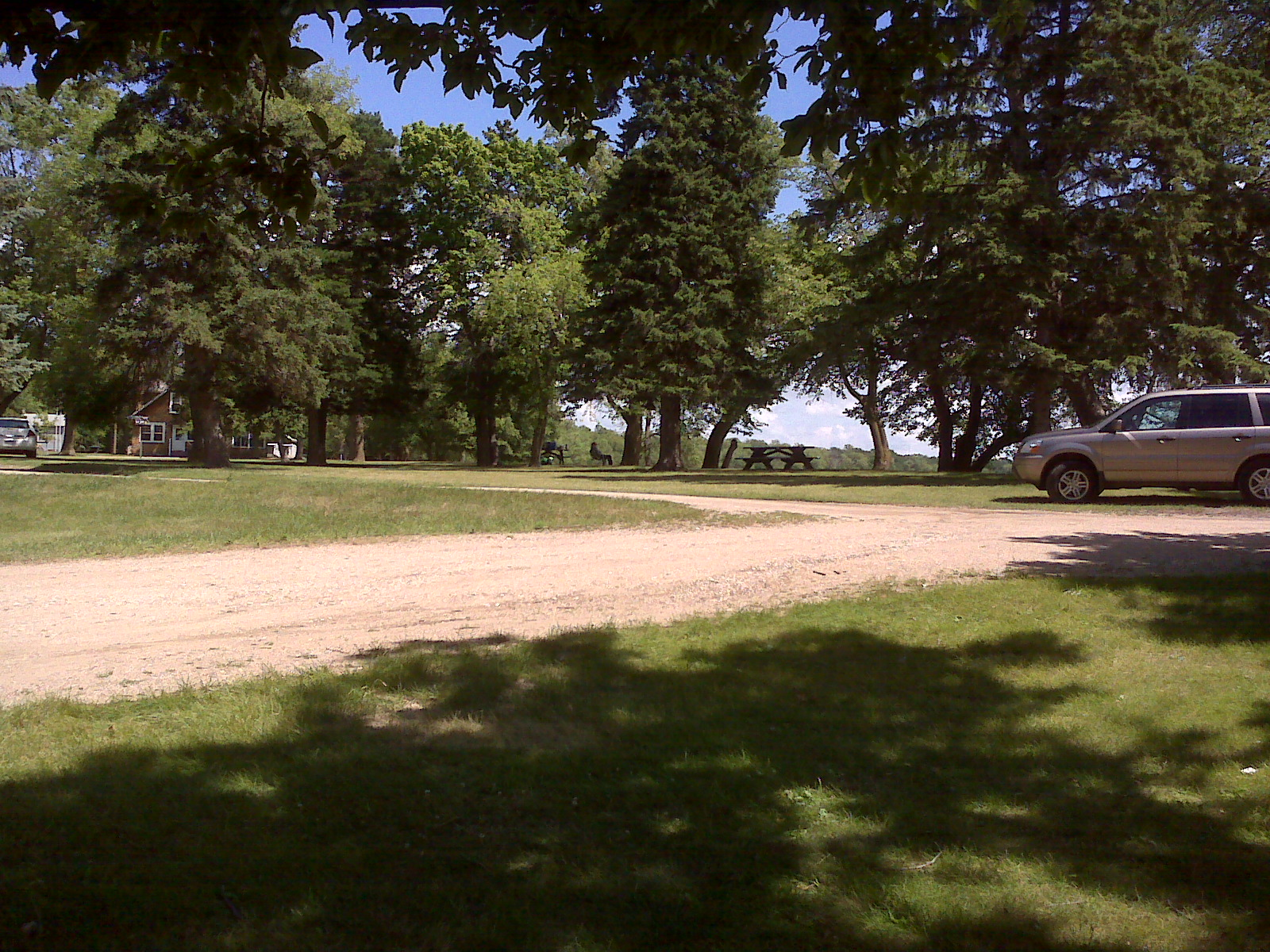
グレンダルー州立公園、バトルレイクに近い

| 都市 | 郡区 | 郡区 | 未編入の町              |
| --- | --- | --- | ----------------------- |
| - ファーガスフォールズ - バトルレイク - ブラフトン - クリザーオール - ダルトン - ディアクリーク - デント - エリザベス - エアハード - ヘニング - ニューヨークミルズ - オッターテイル - パーカーズプレーリー - ペリカンラピッズ - ペラム - リッチビル - ロスセイ † - アンダーウッド - アーバンク - バーガス - バイニング - ワデナ ‡ | - アースタッド - エイマー - オーダル - ブロワーズ - ブラフトン - ビューズ - バトラー - キャンダー - カーライル - クリザーオール - コンプトン - コーリス - デーンプレーリー - デッドレイク - ディアクリーク - ドーラ - ダン - イーグルレイク - イースタン - エドナ - エッフィントン - エリザベス - エルモ - エアハーズグローブ - エバーツ - ファーガスフォールズ - フォールデン - フリバーグ - ジラード - ゴーマン - ヘニング | - ホバート - ホームステッド - インマン - リーフレイク - リーフマウンテン - ライダ - メイン - メイプルウッド - ニュートン - ニダロス - ノーウェイアングローブ - オークバレー - オーウェル - オスカー - オッターテイル - オットー - パドック - パーカーズプレーリー - ペリカン - ペラム - パインレイク - ラッシュレイク - スキャンブラー - セントオラーフ - スターレイク - スベルドラップ - トーデンスキヨルド - トロンジェム - ツムリ - ウェスタン - ウッドサイド | - ダンビラ - パークトン |